# لونجارون
لونجارون، (بالإنجليزية: Longarone)‏، هي بلدة و(بلدية) على ضفاف نهر بيافي في مقاطعة بيلونو، في شمال شرق إيطاليا. تقع على بعد 35 كيلومترًا (22 ميلًا) من بيلونو.

## السكان
في سنة 1871 بلغ عدد السكان 5٬743 نسمة، وتطور العدد ليصل في سنة 2011 لـ 5٬555 نسمة.
يظهر هذا المخطط البياني تطور النمو السكاني لـ لونجارون

## توأمة
للونجارون اتفاقيات توأمة مع كل من:
- باجني دي لوكا
- Urussanga [الإنجليزية]‏